# Шуляки (Уманський район)
Шуля́ки  — село в Україні, у Жашківській міській громаді Уманського району Черкаської області. Розташоване на лівому березі річки Гірський Тікич (притока Тікичу) за 21 км на південний захід від міста Жашків. Населення становить 565 осіб (станом на 2009 р.).

## Історія
Село виникло в XVII столітті внаслідок злиття (об'єднання) двох поселень — Снігурівка і Шуляки. Поселення дуже давнє, про що свідчать археологічні знахідки кам'яної доби. Так, у 1967 році на території села було знайдено кам'яну сокиру, яка нині знаходиться в Уманському краєзнавчому музеї, та рештки глиняного посуду. На околицях села виявлено 2 курганні могильники доби ранньої бронзи.
У селі проживало в основному населення двох національностей: українці і поляки. Школи були польська та церковно-парафіяльна (російська, україномовні школи були під забороною), церква також була православна і католицька.
У 1906 році в селі побудований польський костьол, який зберігся до наших днів. Він мав статус каплиці, яка належала до П'ятигорської римо-католицької парафії. Був добудований і служить за будинок культури. Сільський цвинтар розділений на дві частини: польський і український.
У дореволюційний період на притоках річки Гірський Тікич працювали три водяних млини і крупорушка, послугами яких користувалися мешканці навколишніх сіл. У 1914 році біля річки було збудовано водокачку для заправки водою.
Землями володіли пани роду Закревських. Основними видами зайнятості населення було землеробство, рибництво, мисливство, лозоплетіння.
Із відомостей польського архіву:

Благословенна Марцеліна Даровська, з роду Котовичів, з багатої шляхетської польської сім'ї народилася 16 січня 1827 року в Шуляках. Вийшла заміж за Кароля Даровського, залишилася вдовою з двома дітьми. Переходить до чернечого життя. Веде господарство, надає прав земельної власності селянам у своєму маєтку. Створює притулки для дітей-сиріт, обездолених, жіночий монастир. Померла 5 січня 1911 року. Похована в Язмівці (Польща). Беатифікована Іоаном-Павлом II у 1997 році.

### Радянський період
Село постраждало внаслідок геноциду українського народу, проведеного окупаційним урядом СРСР 1932-1933 та 1946-1947 роках.
217 мешканців села брали участь у боях радянсько-німецької війни, 126 з них загинули, 35 нагороджені орденами й медалями. На їх честь році в селі споруджено обеліск Слави. В 1957 році в селі споруджено пам'ятник радянським воїнам, що загинули в боях за відвоювання села.
Станом на початок 70-х років ХХ століття в селі розміщувалась центральна садиба колгоспу імені М. Ф. Ватутіна, за яким було закріплено 2 231,7 га сільськогосподарських угідь, в тому числі 2 076,4 га орної землі. В господарстві вирощували зернові і технічні культури, було розвинуте м'ясо-молочне тваринництво.
Також на той час працювали восьмирічна школа, клуб з стаціонарною кіноустановкою, бібліотека з фондом 5 тисяч книг, фельдшерсько-акушерський пункт, дитячі ясла на 75 місць, три крамниці.

## Сучасність
Нині у селі працюють загальноосвітня школа І-ІІ ступенів, клуб, бібліотека, фельдшерсько-акушерський пункт, крамниця, відділення поштового зв'язку. Кількість дворів — 313.

## Місцеві роди
Михалевські герба Корчак.

## Відомі люди
- Марцеліна Даровська — шляхтичка, релігійна діячка, просвітителька.

## Галерея

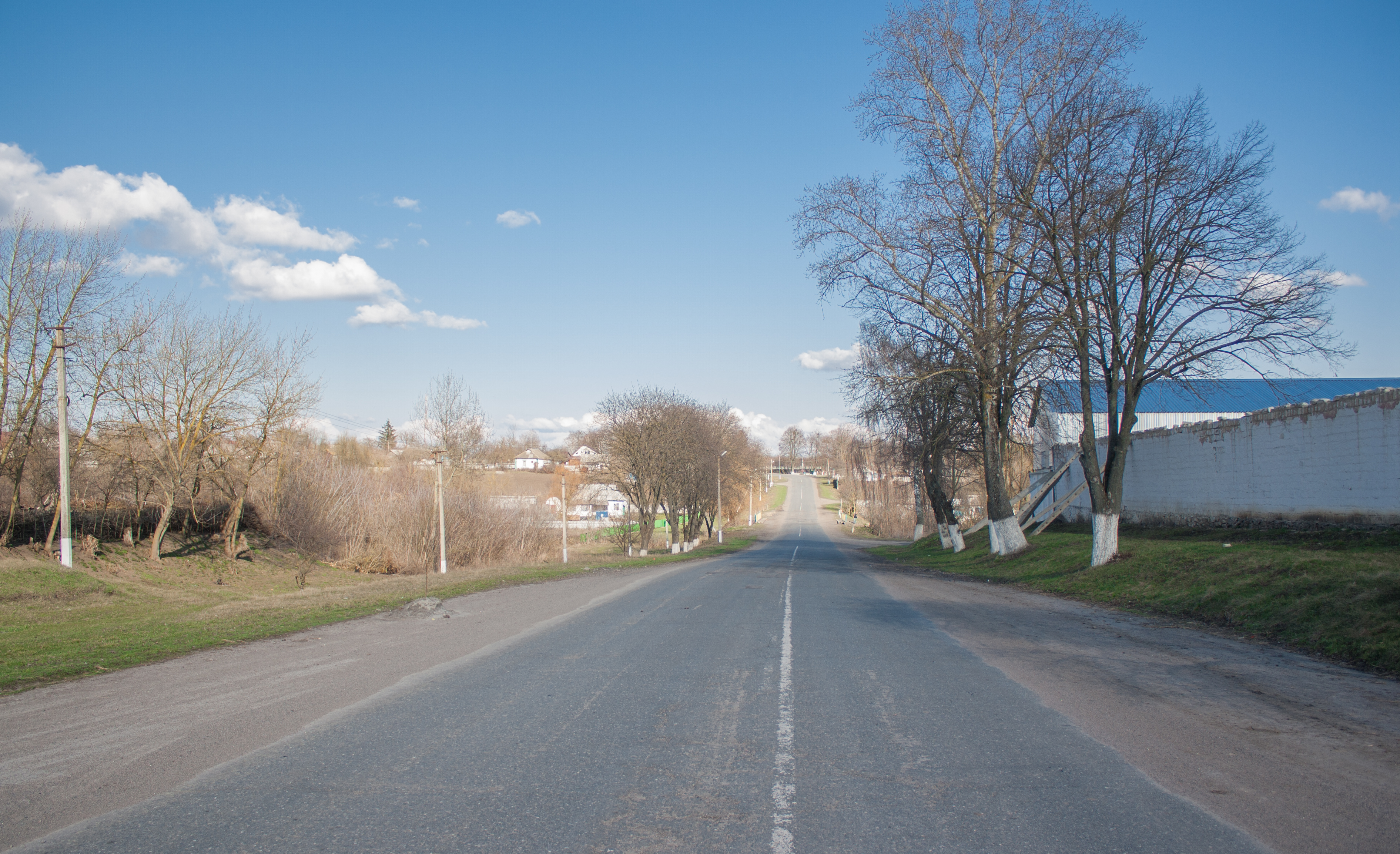
Вулиця Ватутіна
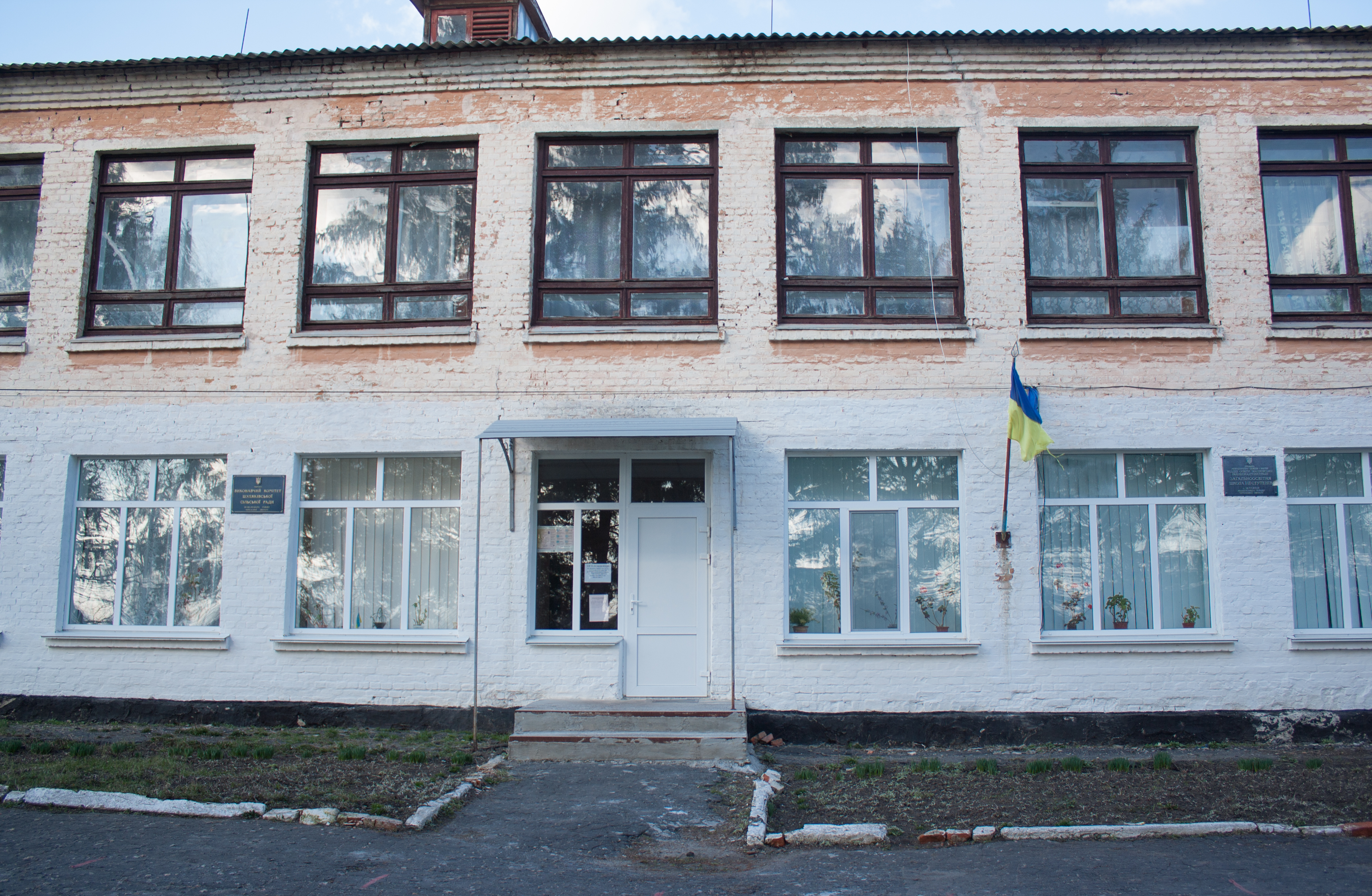
Сільська рада
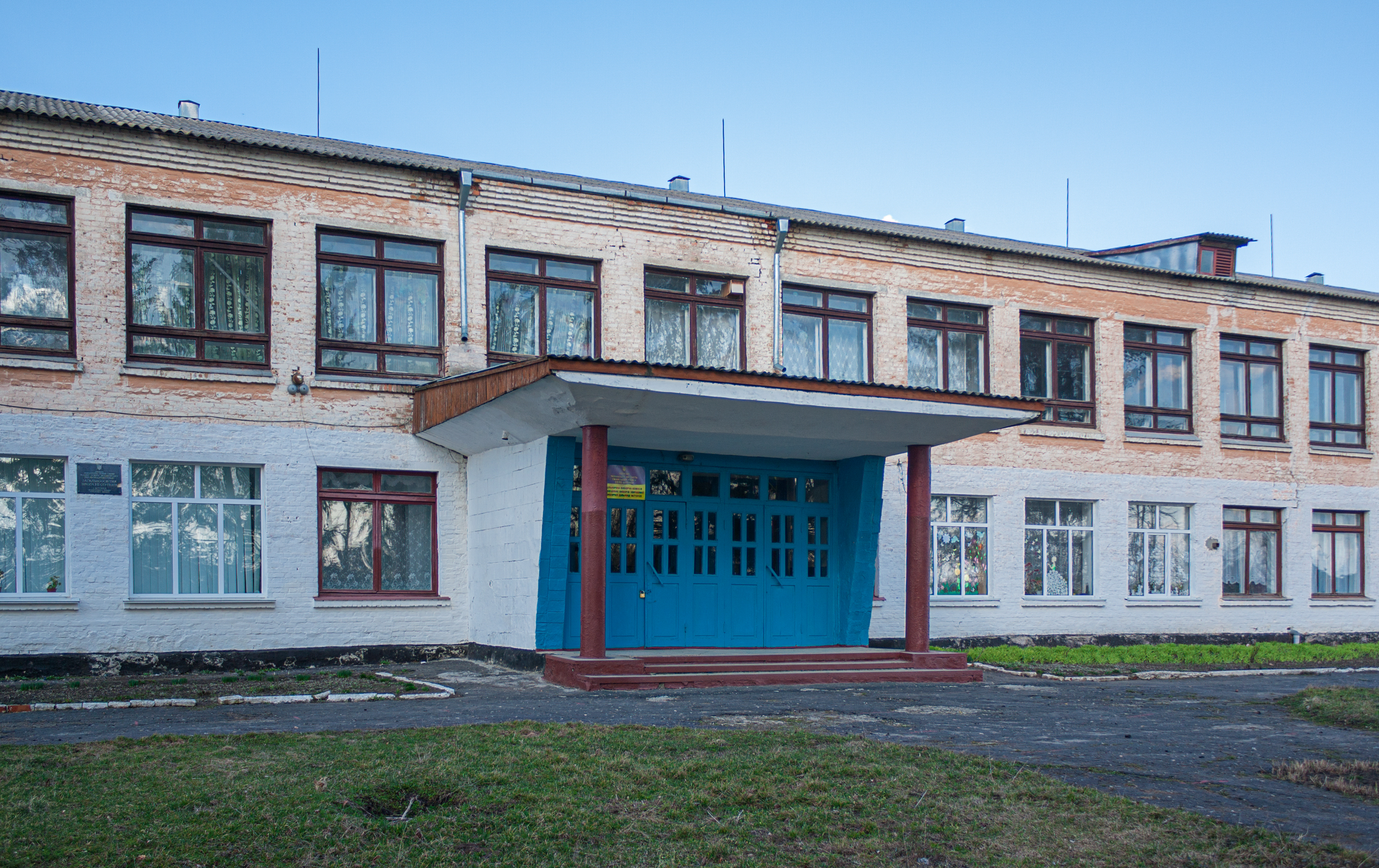
Школа
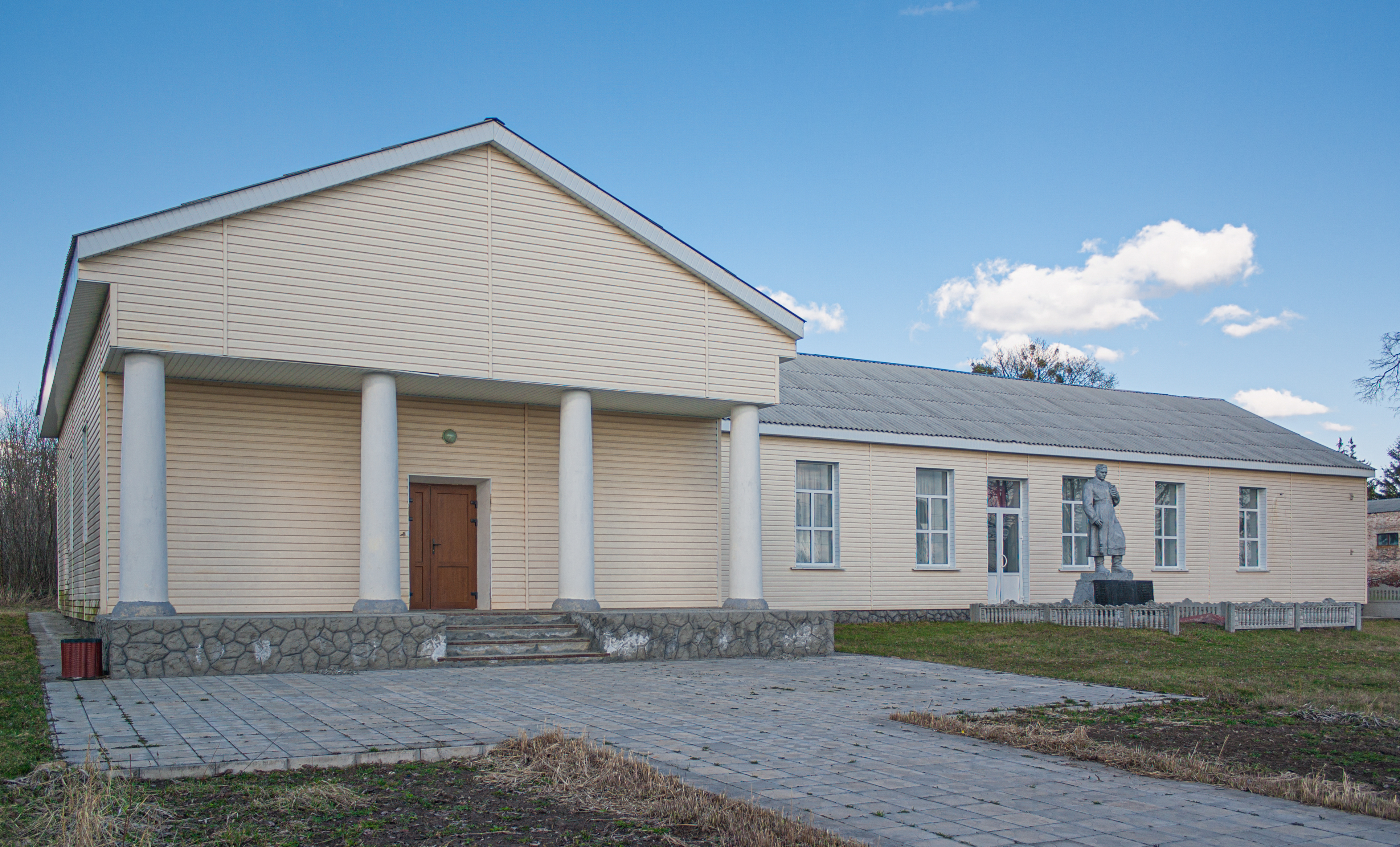
Будинок культури
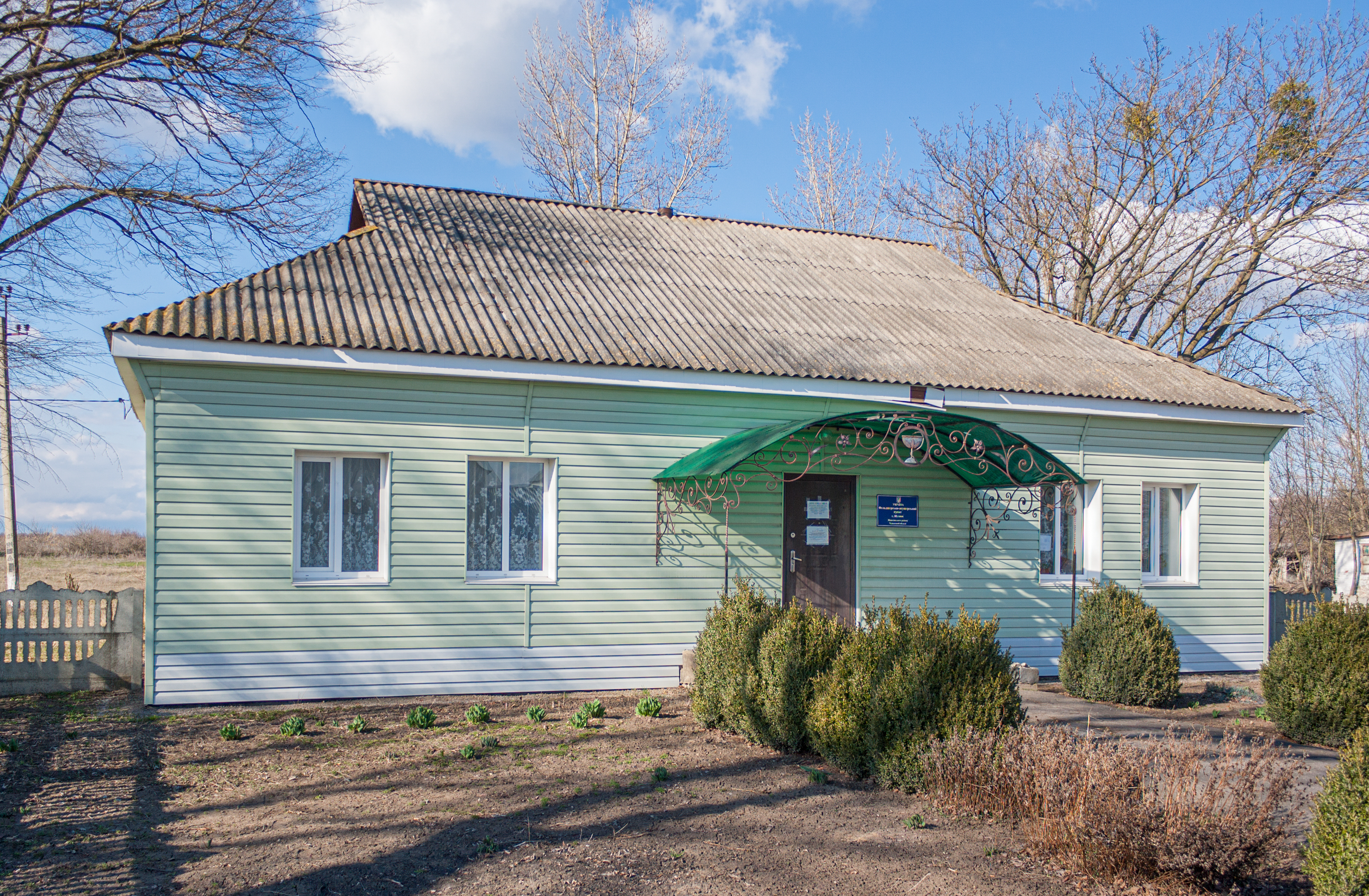
ФАП
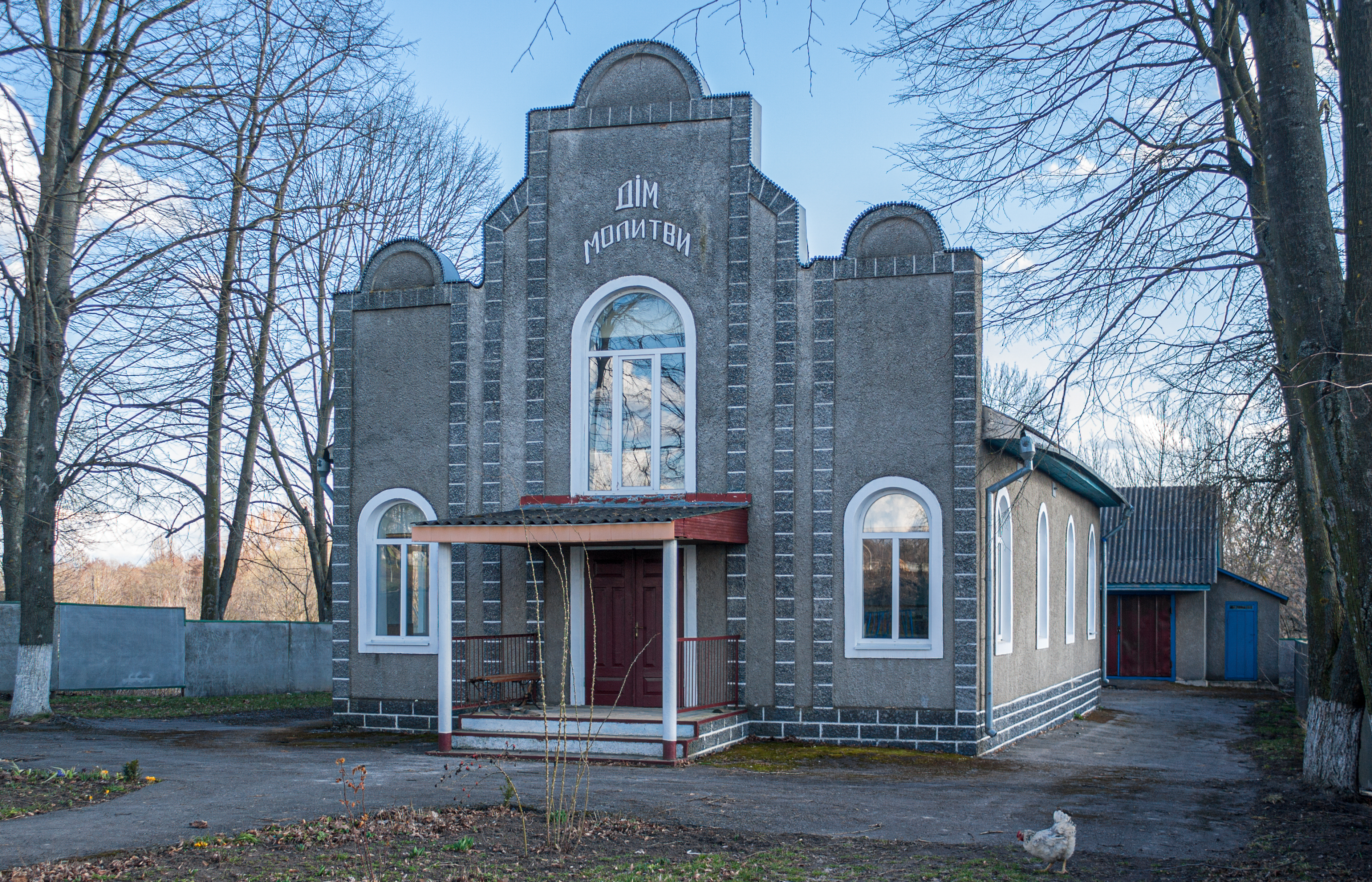
Дім молитви
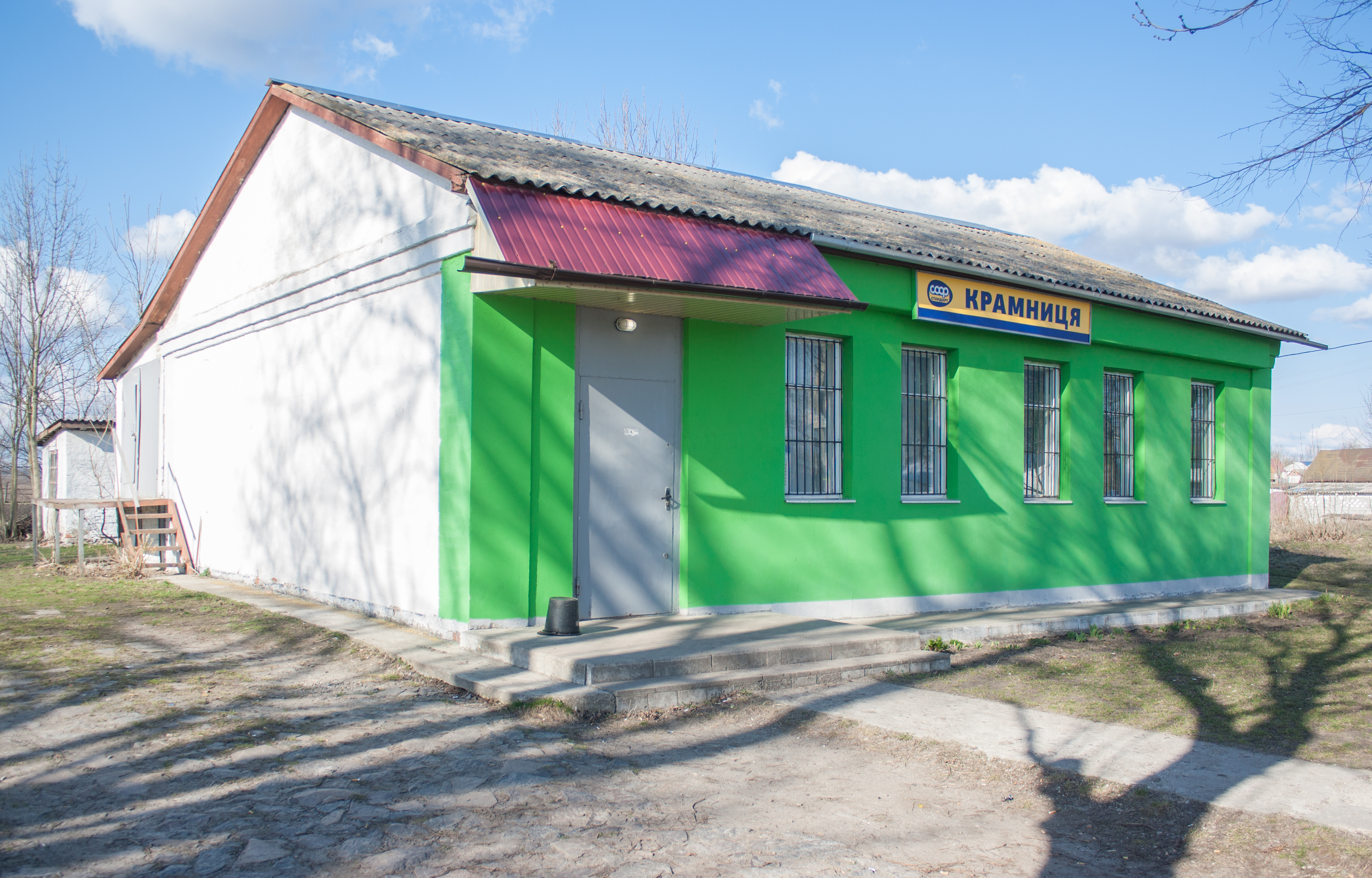
Магазин
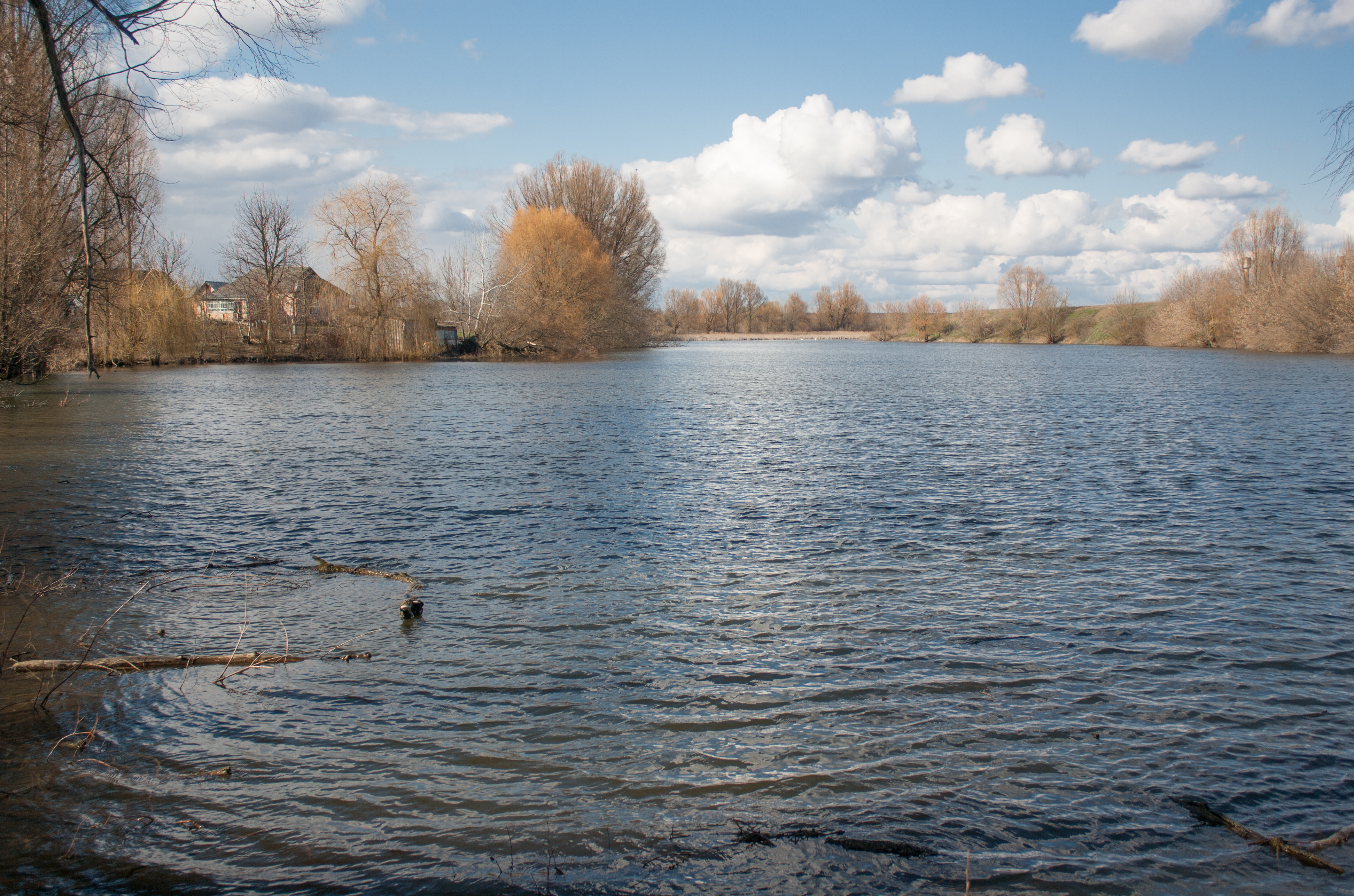
Ставок
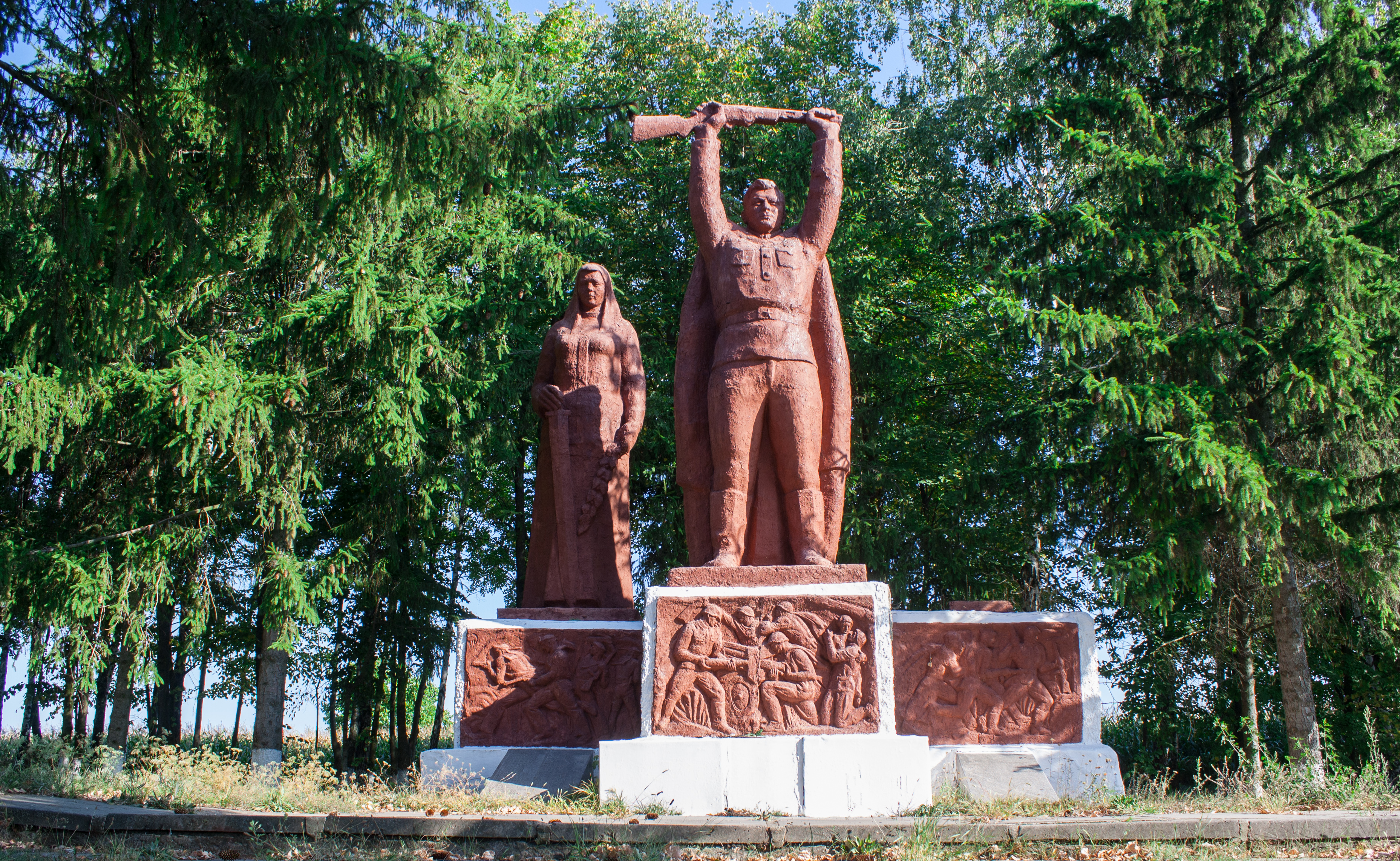
Меморіальний комплекс
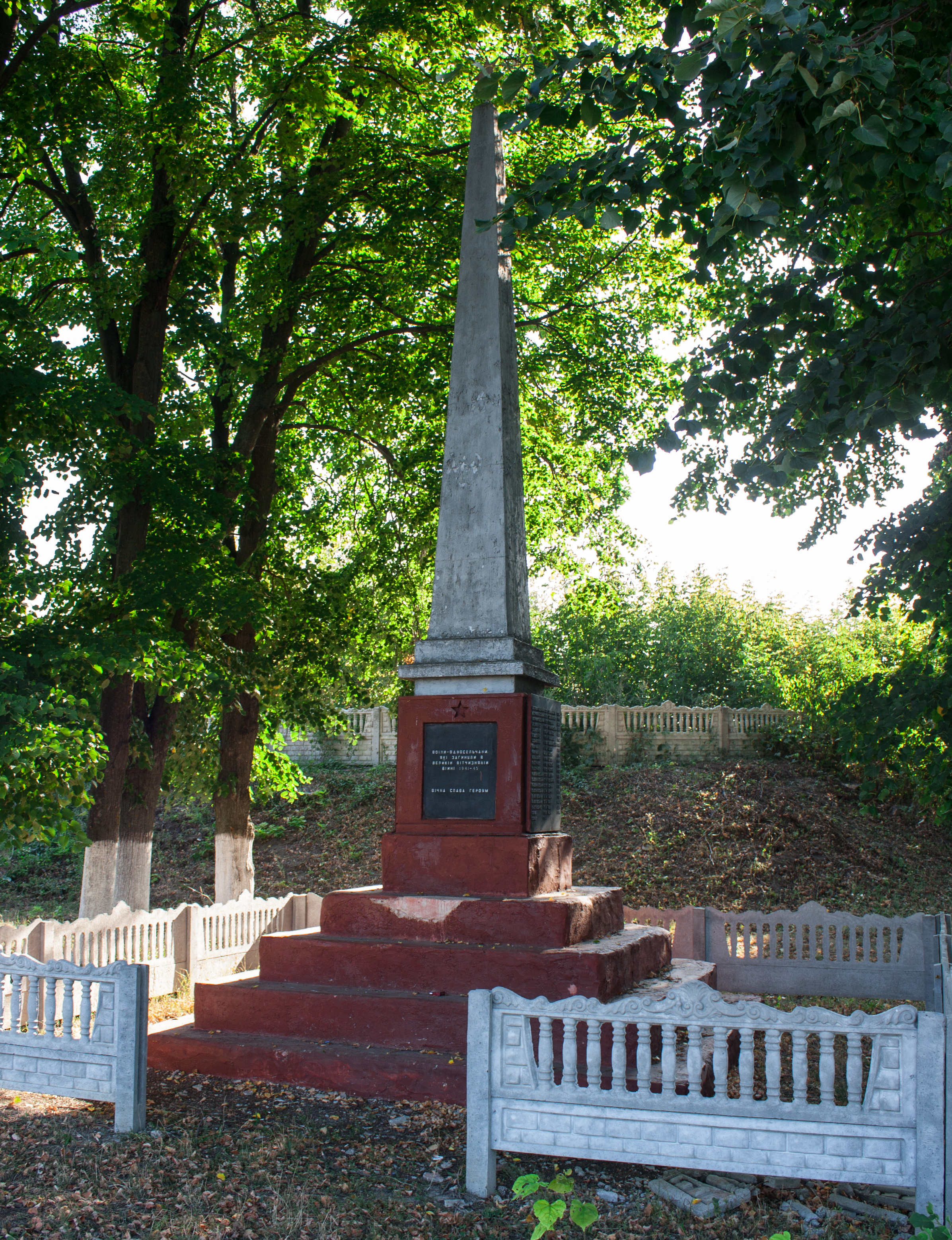
Пам’ятник воїнам-односельчанам
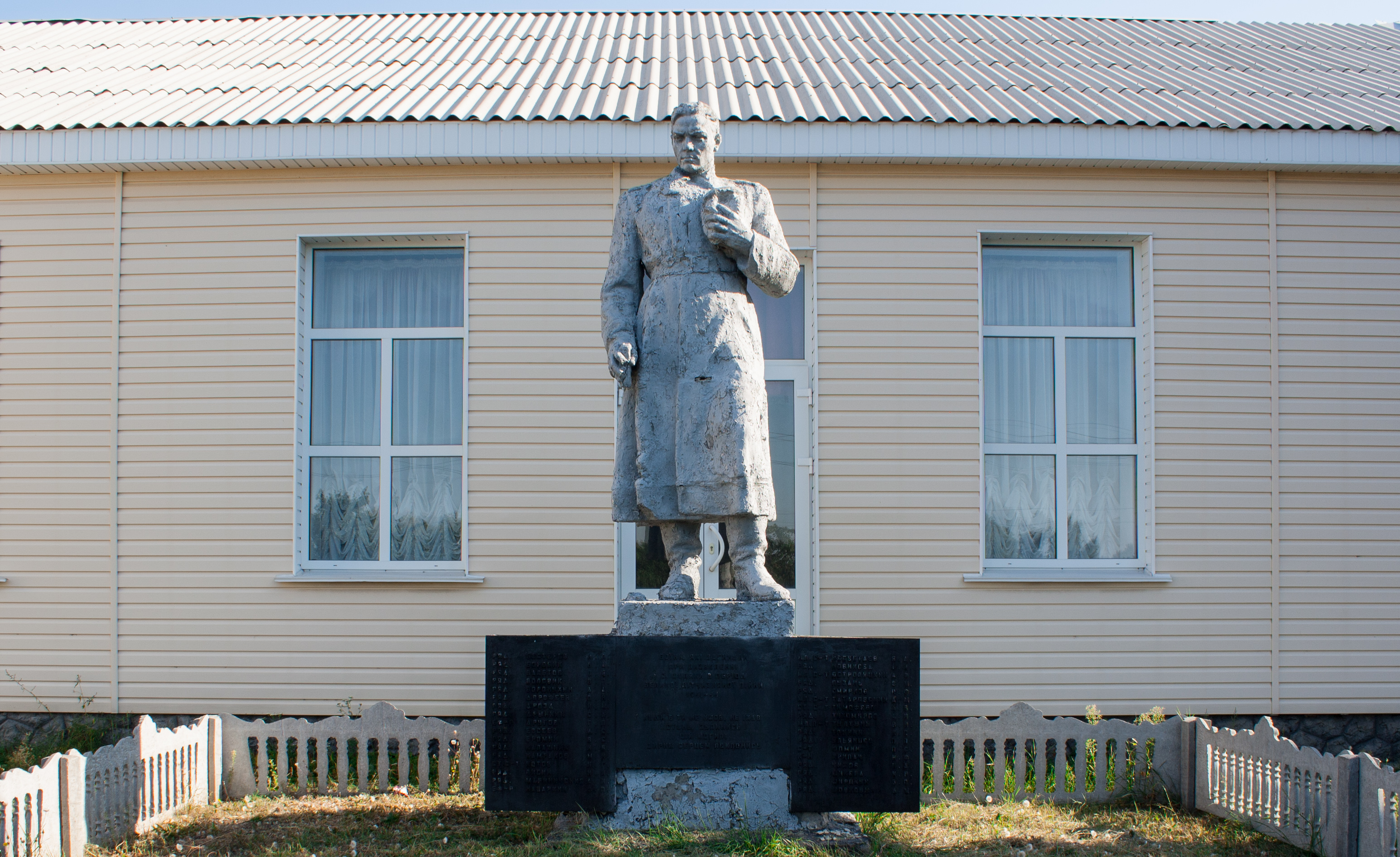
Братська могила
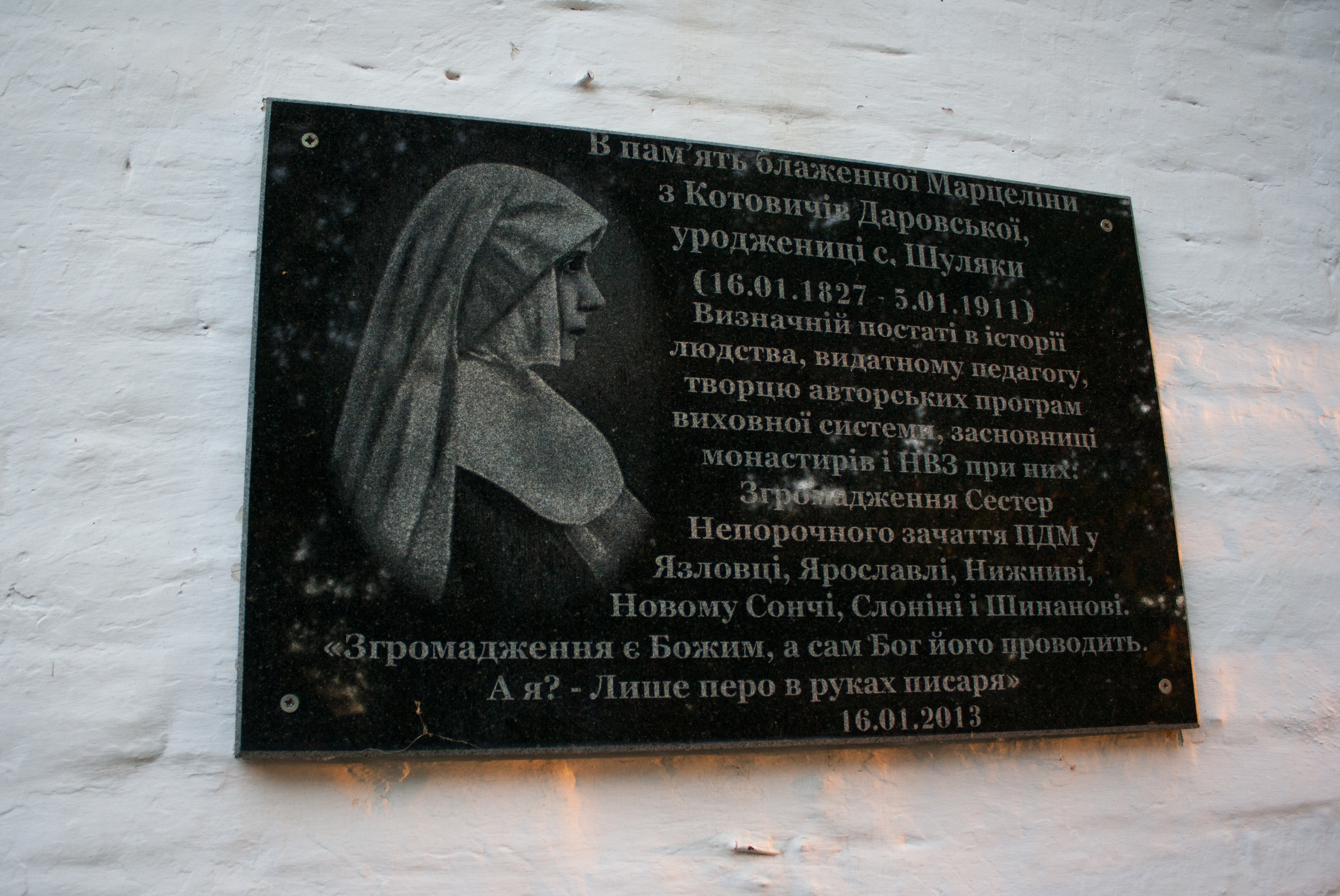
Меморіальна дошка Марцеліні Даровській